# Limbangan (Madukara)
Limbangan is een bestuurslaag in het regentschap Banjarnegara van de provincie Midden-Java, Indonesië. Limbangan telt 1560 inwoners (volkstelling 2010).